# 圣劳莫修道院
原圣劳莫修道院（Abbaye Saint-Laumer）或原布卢瓦主宫医院（hôtel-Dieu de Blois）位于法国中部布卢瓦，现为省装备局（Direction départementale de l'Équipement）。

## 历史
924年，诺曼入侵 期间，圣劳莫的修士避难来到布卢瓦，获得城墙外的这片土地。在13世纪，这片土地上建立了本笃会修道院。14世纪，修道院进行了加固，得以逃脱百年战争的蹂躏。
在16世纪，修道院毁于法国宗教战争。本笃会修复了修道院。法国大革命期间，修道院改为主宫医院（hôtel-Dieu）。1845年 -1847年，增建新的建筑。20世纪，主宫医院改为省装备局。
该建筑于1967年列为法国历史古迹。